# Волков, Николай Иванович (писатель)
Николай Иванович Волков (1872 — не ранее 1932) — русский писатель, поэт.

## Биография
Родился в крестьянской семье в деревне Толстоухово Калязинского уезда Тверской губернии. Окончил сельскую школу в селе Константиново (1880―1883) и до 1885 года помогал учителю в занятиях с отстающими. С начала 1885 года ― в Москве на заработках: приказчик в овощной, а затем в винной лавке.
Писать начал в 1887 году. В 1904 году познакомился с Московским товарищеским кружком писателей из народа, возглавляемым П. А. Травиным. В 1905 году впервые опубликовал свои произведения в « Московских ведомостях» (стихотворение «Порт-Артур»), сборнике «Народные досуги» (стихи и рассказ «На пароходе»), а также в газете «Вечерняя почта», журнале «Голос жизни», сборнике «Десять». В 1906―1910 гг. Волков печатает стихи, статьи и рассказы в газетах «Правда божья», «Соха-кормилица», «Простое слово», «Простая жизнь», в журналах «Ясный сокол», «Родник», «Юная Россия», «Народная мысль» и многих других периодических изданиях. В конце 1911 года вышла в свет книга стихов Волкова «Озимь»: это преимущественно лирика  и бытовые сюжетные зарисовки крестьянской жизни. Проза Волкова в основном маленькие рассказы из крестьянской жизни, напоминающие по характеру его «Стиховые новеллы». В 1917 году Волков сотрудничал в «Газете-копейке». После Октябрьской революции ― в сборниках «Чернозём» и «Новые сказки». После 1924 года почти не печатался, работал в продовольственном магазине Московского союза потребительных обществ.